# 루말리 로티

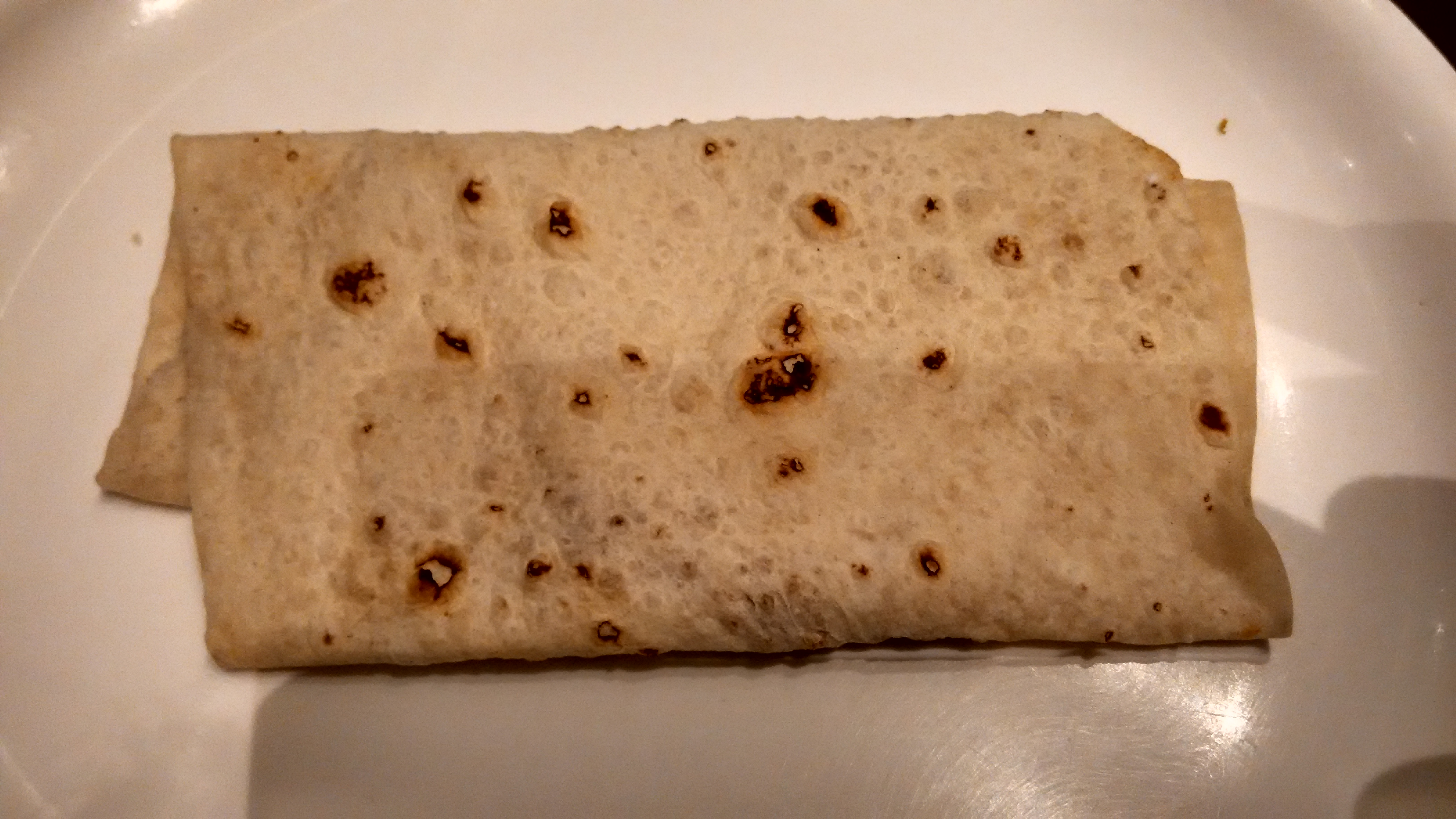
루말리 로티 편집하기

루말리 로티(Rumali Roti)는 남아시아 지방에서 유명한 얇은 납작빵의 일종이다. 루말리 로티는 주로 탄두르에 구워진 음식들과 같이 제공된다. 단어 "루말"(rumal)은 북인도 지방에서 손수건을 이르는 말이며 "로티"는 또 다른 납작빵의 일종이다. 그래서 이 빵의 이름을 직역하면 "손수건 로티"가 된다. 이렇게 이름이 붙여진 이유는 루말리 로티가 매우 얇고 유연하며 손수건과 비슷하게 주로 접어서 제공되는 일이 많기 때문이다.
루말리 로티는 보통 "아타"(atta)와 "마이다"(maida)라고 불리는 인도의 밀가루와 정제되지 않은 밀을 섞어서 만들어진다. 구울 때는 "카라히"(Karahi)라고 불리는 인도의 번철에 구워진다.

## 같이 보기
- 로티
- 납작빵
- 인도 요리